# معاملة المثليين في جمهورية الكونغو
يواجه الأشخاص من المثليين والمثليات ومزدوجي التوجه الجنسي والمتحولين جنسياً (اختصاراً: LGBT) في جمهورية الكونغو تحديات قانونية واجتماعية لا يواجهها غيرهم من المغايرين جنسيا. يعتبر النشاط الجنسي المثلي غير قانوني في جمهورية الكونغو. يعتبر كل من النشاط الجنسي المثلي من الذكور والإناث قانونيًا في جمهورية الكونغو، لكن المنازل التي يعيش فيها الشركاء المثليون غير مؤهلة للحصول على نفس الحماية القانونية المتاحة للأزواج المغايرين، مع وجود عدة تقارير تتحدث عن مستوى عالي من التمييز والانتهاكات ضد مجتمع المثليين.

## قانونية النشاط الجنسي المثلي
أصبحت العلاقات الجنسية المثلية في جمهورية الكونغو قانونية منذ عام 1940. نص قانون العقوبات لعام 1940، بصيغته المعدلة في عام 2006، يحظر فقط السلوك الجنسي المثلي مع شخص يقل عمره عن 21 عامًا. يعتبر السن القانونية للنشاط الجنسي غير متساوي، مع كونه 18 عامًا للنشاط الجنسي المغاير.

## الاعتراف القانوني بالعلاقات المثلية
لا يوجد اعتراف قانوني بالعلاقات المثلية.

## الحماية من التمييز
لا توجد حماية قانونية ضد التمييز على أساس التوجه الجنسي والهوية الجندرية.

## ظروف الحياة
وجد تقرير حقوق الإنسان لوزارة الخارجية الأمريكية لعام 2010:
«لم يكن هناك حضور كبير لمجتمع المثليين بسبب الوصمة الاجتماعية المرتبطة بالمثلية الجنسية»، وأنه «لم تكن هناك حالات معروفة من العنف أو التمييز ضد الأفراد من مجتمع المثليين خلال العام. في حين قد يوجد تمييز بسبب الوصمة الاجتماعية المحيطة بالمثلية الجنسية، إلا أنه لم يتم الإبلاغ عن مثل هذه الحالات للمنظمات غير الحكومية ولم يتم تغطيها في وسائل الإعلام.»

## ملخص
| قانونية النشاط الجنسي المثلي                                                                  | (كان دوما قانوني)                   |
| المساواة في السن القانوني للنشاط الجنسي                                                       | (منذ عام 1947)                      |
| قوانين مكافحة التمييز في التوظيف                                                              | No                                  |
| قوانين مكافحة التمييز في توفير السلع والخدمات                                                 | No                                  |
| قوانين مكافحة التمييز في جميع المجالات الأخرى (تتضمن التمييز غير المباشر، خطاب الكراهية)      | No                                  |
| قوانين مكافحة أشكال التمييز المعنية بالهوية الجندرية                                          | No                                  |
| زواج المثليين                                                                                 | No                                  |
| الاعتراف القانوني بالعلاقات المثلية                                                           | No                                  |
| تبني أحد الشريكين للطفل البيولوجي للشريك الآخر                                                | No                                  |
| التبني المشترك للأزواج المثليين                                                               | No                                  |
| يسمح للمثليين والمثليات ومزدوجي التوجه الجنسي والمتحولين جنسيا بالخدمة علناً في القوات المسلحة | No                                  |
| الحق بتغيير الجنس القانوني                                                                    | No                                  |
| علاج التحويل محظور على القاصرين                                                               | No                                  |
| الحصول على أطفال أنابيب للمثليات                                                              | No                                  |
| الأمومة التلقائية للطفل بعد الولادة                                                           | No                                  |
| تأجير الأرحام التجاري للأزواج المثليين من الذكور                                              | (غير قانوني للأزواج المغايرين كذلك) |
| السماح للرجال الذين مارسوا الجنس الشرجي التبرع بالدم                                          | No                                  |